# 紐華克 (伊利諾伊州)
紐華克（英語：Newark）是位於美國伊利諾伊州肯德爾縣的一個村落。

## 地理
紐華克的座標為41°32′11″N 88°34′51″W / 41.53639°N 88.58083°W，而該地最高點為海拔高度165米（即541英尺）。

## 人口
根據2010年美國人口普查的數據，紐華克的面積為2.90平方千米，當中陸地面積為2.90平方千米，而水域面積為0.00平方千米。當地共有人口992人，而人口密度為每平方千米342人。